# 11 (UAのアルバム)
『11』（イレブン）は、UAの1枚目のアルバム。

## 解説
- 初のフル・アルバムにして、最も売れたアルバム。
- 2016年5月25日にデビュー20周年記念としてDeluxe Editionが発売された。

## 収録曲
1. リズム (5:53)
作詞：UA、作曲：大沢伸一
5thシングル。
2. 大きな木に甘えて (5:05)
作詞：UA、作曲：青柳拓次
3. 落ちた星 (5:21)
作詞：UA、作曲：大庭良治
4. バラ色 (6:05)
作詞：UA、作曲：竹村延和
5. ゼリー (5:20)
作詞：UA、作曲：Jeremy Shaw+Simon Richmond
6. ヒマワリ (5:46)
作詞：UA、作曲：Jeremy Shaw+Simon Richmond
7. 雲がちぎれる時 (4:58)
作詞：UA、作曲：朝本浩文
6thシングルとしてリカット。
8. 情熱(king wadada dub) (4:52)
作詞：UA、作曲：朝本浩文
4thシングル。
9. 紅い花 (4:47)
作詞：UA、作曲：ふるいちやすし
10. 水色 (4:54)
作詞：UA、作曲：めいな Co.
11. ランデブー (6:36)
作詞：UA、作曲：coba
12. 情熱 (5:36)
作詞：UA、作曲・編曲：朝本浩文
4thシングル。　CDのみのシークレット・トラック。

### Deluxe Edition Disc2
1. 情熱 (smooth mix)
2. 情熱 (macaron mix)
3. 電話をするよ
  - 「情熱」のカップリング曲。
4. リズム (SAKURAGAOKA FLAVA MIX)
5. リズム (MURPHY'S HIP HOP MIX) dedicated to dj satoh
6. 赤いあなた
  - 「リズム」のカップリング曲。
7. 赤いあなた (cold school mix)
8. BECAUSE THE NIGHT
  - 「雲がちぎれる時」のカップリング曲。
9. 'TIL THE CLOUDS BREAK
  - 「雲がちぎれる時」のカップリング曲。
10. 'TIL THE CLOUDS BREAK (quickening mix)
11. 落ちた星 (drum less ver.)
  - 未発表バージョン。
12. バラ色 (alternate ver.)
  - 未発表バージョン。
13. かすかなしるし
  - 藤原ヒロシ feat. UA名義。

## 演奏[6]
- 大沢伸一：Track (#1)
- 福岡省吾：Guitar (#1)
- 細木隆広：Bass (#1)
- 佐野聡：Trombone (#1)
- 鈴木正則、木幡光邦：Flugel Horn (#1)
- 臼庭潤：Tenor Sax (#1)
- 佐々木久美：Background Vocal (#1)
- 青柳拓次：Guitar, Accordion, Drums, Percussion, Electric Piano (#2)
- 鈴木正人：Bass, Programming (#2)
- 藪原正史：Programming (#2)
- 坂口修一郎：Trumpet (#2)
- 岡野ハジメ：Bass (#3)
- 鈴木光人：Additional Drum Programming (#3)
- 竹村延和：Keyboards ＆ Programming (#4)
- Simon Richard
  - Keyboards ＆ Programming (#5.6)
  - Theremin (#6)
- Jeremy Shaw
  - Keyboards (#5.6)
  - Background Vocal (#5)
  - Guitar (#6)
- 朝本浩文：Celesta, Programming (#7)
- 花田裕之：Guitar (#7)
- 井上富雄：Bass (#7)
- 池畑潤二：Drums (#7)
- 坪倉唯子：Background Vocal (#7)
- 青山純：Drums (#9)
- MECKEN：Bass (#9)
- HONZI：Violin (#9)
- 浦山秀彦：Programming (#10)
- 張紅陽：Piano, Synthesizer (#10)
- 竹井誠：尺八 (#10)
- 仙波清彦：Percussion (#10)
- coba：Accordion (#11)

## リリース日一覧
| 地域 | リリース日     | レーベル          | 規格     | 規格品番     | 備考                                     |
| ---- | -------------- | ----------------- | -------- | ------------ | ---------------------------------------- |
| 日本 | 1996年10月23日 | SPEEDSTAR RECORDS | 12cmCD   | VICL-823     |                                          |
| 日本 | 1996年11月21日 | SPEEDSTAR RECORDS | 30cmLPx2 | VIJL-40004/5 |                                          |
| 日本 | 2005年9月22日  | SPEEDSTAR RECORDS | 12cmCD   | VICL-61781   |                                          |
| 日本 | 2012年12月19日 | SPEEDSTAR RECORDS | 12cmCD   | VICL-63973   |                                          |
| 日本 | 2013年1月15日  | SPEEDSTAR RECORDS | 音楽配信 | -            |                                          |
| 日本 | 2016年5月25日  | SPEEDSTAR RECORDS | SHM-CDx2 | VICL-70218/9 | Deluxe Edition 初回限定盤 リマスタリング |

### 音楽配信
- 11 - mora
- 11 - AWA
- 11 - YouTube Music プレイリスト
- 11 - Spotify
- 11 - Apple Music